# Veronica Guerin
Veronica Guerin (Dublino, 5 luglio 1958 – Dublino, 26 giugno 1996) è stata una giornalista irlandese.
Divenuta famosa per la sua lotta al narcotraffico negli anni in cui l'Irlanda si trovava all'apice del consumo di droga, non esitò a denunciare vari trafficanti, cosa che la rese vittima di un brutale omicidio.

## Biografia

### La giovinezza
Veronica Guerin, soprannominata "Ronnie", nacque a Dublino nel 1958, figlia di Christopher, un contabile, e sua moglie Bernadette. Crebbe assieme ai suoi quattro fratelli ad Artane, Dublino. Frequentò una scuola cattolica dove praticò diversi sport: atletica leggera, pallacanestro, calcio e camogie, disciplina affine al lacrosse; all'età di 15 anni giocò nelle finali irlandesi di football pur avendo un'ernia del disco. Studiò contabilità al Trinity College di Dublino per seguire le orme paterne.
Sposò Graham Turley da cui ebbe un figlio, Cathal. Grande fan del Manchester United, era molto affezionata a una foto che la ritraeva con Éric Cantona, scattata durante una visita all'Old Trafford. Dopo la laurea, il padre la assunse nella sua compagnia. Quando suo padre morì tre anni dopo, cambiò professione e nel 1983 fondò una società di pubbliche relazioni, in cui lavorò per sette anni. Negli anni 1983 e 1984 lavorò come segretaria per il gruppo Fianna Fáil al New Ireland Forum. Lavorò come assistente personale di Charles Haughey e ne divenne una stretta amica. Nel 1987 divenne agente elettorale e tesoriere di partito nella costituente parlamentare di Dublino Nord per Seán Haughey.

### La carriera giornalistica
Nel 1990 cambiò di nuovo la sua carriera: il passaggio al giornalismo avvenne con l'offerta di lavoro come cronista nel Sunday Business Post e nel Sunday Tribune. Voleva seguire le storie direttamente dalla fonte mettendo in secondo piano la sua sicurezza personale, ciò le consentiva di conoscere le figure che reputava centrali in una storia. Questo le fece stringere stretti legami sia con le autorità legali, come la Garda Síochána (la polizia irlandese), sia con criminali: entrambe le parti rispettavano la sua diligenza rivelandole informazioni dettagliate. Scrisse anche degli articoli sull'attività dell'Esercito Repubblicano Irlandese. Dal 1994, cominciò a scrivere di cronaca nera per il quotidiano irlandese Sunday Independent. Una curiosità sul suo stile era l'uso dei nomi delle strade o di pseudonimi per indicare gli esponenti della malavita di cui trattavano i suoi articoli, ciò per aggirare le leggi sulla diffamazione molto restrittive in Irlanda.
Quando cominciò ad occuparsi di alcuni narcotrafficanti che detenevano il controllo del mercato della droga di Dublino, tra cui John Traynor, cominciò a ricevere numerose minacce di morte. Nell'ottobre del 1994 vennero sparati due colpi di pistola contro la sua casa dopo la pubblicazione di un suo articolo sull'omicidio di un capo della malavita, Martin Cahill, ma diede poca importanza all'accaduto. Il giorno dopo avere scritto un articolo su Gerry "The Monk" Hutch, nel gennaio del 1995, si presentò alla sua porta un uomo che le puntò un revolver alla testa: era stato assoldato da Traynor per spararle ad una gamba come avvertimento. Incurante di ciò, continuò le sue ricerche. L'Independent Newspapers installò un sistema di sicurezza per proteggerla e venne scortata dalla polizia irlandese sia di giorno che di notte; tuttavia, queste misure non trovavano la sua approvazione, riteneva anzi che fossero di ostacolo al suo lavoro.
Nel settembre 1995, venne picchiata dal criminale John Gilligan. La Guerin gli aveva chiesto come potesse tenere un alto tenore di vita senza alcuna fonte di reddito. In seguito, la chiamò a casa e minacciò di ucciderla e di rapire suo figlio se avesse provato a scrivere qualcosa su di lui. La Guerin ricevette l'International Press Freedom Award da parte del Comitato per la protezione dei giornalisti nel dicembre 1995.

### La morte
Il 26 giugno 1996 era alla guida della sua Opel Calibra, quando si fermò ad un semaforo rosso sulla Naas Dual Carriageway vicino a Newland Cross, alla periferia di Dublino, senza essersi accorta di essere seguita. Le si avvicinò una motocicletta, con a bordo due uomini, di cui uno sparò sei colpi con una .357 Magnum, uccidendola. L'esecutore materiale fu poi condannato all'ergastolo. Due giorni dopo l'omicidio, Guerin avrebbe dovuto parlare al Freedom Forum, a Londra; l'argomento del suo intervento era "Morire per dire la verità: giornalisti in pericolo".
Al suo funerale partecipò il Taoiseach John Bruton (che definì l'accaduto come "un attacco alla democrazia"), il capo delle forze armate, e vi fu una diretta live dalla Raidió Teilifís Éireann. Il 4 luglio, i sindacati di tutta Irlanda chiesero un momento di silenzio in sua memoria, che venne prontamente osservato da tutta la popolazione. Guerin è stata seppellita nel cimitero di Dardistown, nella contea di Dublino. Il Oireachtas, il parlamento irlandese, entro una settimana dall'omicidio, promulgò il Proceeds of Crime Act 1996 e il Criminal Assets Bureau Act 1996, grazie ai quali i beni acquistati con il denaro ottenuto tramite attività criminali potevano essere sequestrati dallo stato; venne anche fondato a questo scopo il Criminal Assets Bureau (CAB).

### L'inchiesta
L'omicidio è stato perpetrato dai membri della gang di spacciatori di Gilligan: Charles Bowden, Brian Meehan, Peter Mitchell e Seamus Ward. Dopo l'omicidio della Guerin, Bowden e gli altri membri della gang che si trovavano in Irlanda furono arrestati. In accordo con l'Attorney General d'Irlanda, Bowden acconsentì a diventare collaboratore di giustizia e fu la prima persona in Irlanda a essere coperta dal programma di protezione testimoni: questo gli garantì la completa immunità dalla persecuzione per l'omicidio della giornalista. Fu il solo testimone a fornire prove contro gli altri quattro membri della gang ai loro processi al Tribunale dei Crimini Speciali: Patrick Holland, Paul "Hippo" Ward, Brian Meehan e John Gilligan. L'inchiesta sulla morte della Guerin portò a oltre 150 arresti e reclusioni, così come a numerosi sequestri di droga e armi. Il tasso di criminalità in Irlanda scese del 15% nei 12 mesi seguenti.
Nel 1997, durante una testimonianza Bowden indicò Patrick "Dutchy" Holland come l'uomo ai cui fornì la pistola per l'omicidio, divenne quindi il principale indiziato. Holland non venne mai incarcerato per l'omicidio e negò le accuse fino alla sua morte, avvenuta nel giugno 2009 in una prigione del Regno Unito. Nel novembre 1998, dopo alcune prove fornite da Bowden e da altri, Paul "Hippo" Ward venne incarcerato con l'accusa di omicidio e condannato all'ergastolo come complice, in quanto si era disfatto dell'arma del delitto e della motocicletta. La sentenza venne revocata in appello.
Brian Meehan scappò a Amsterdam con Traynor (che in seguito si rifugiò in Portogallo e fino al 2003 combatté contro la sua estradizione da lì). Dopo che la corte respinse ulteriori prove addotte da Bowden, Meehan venne incarcerato grazie alla testimonianza di Russel Warren, membro della gang anche lui diventato testimone di giustizia: quest'ultimo aveva seguito gli spostamenti della Guerin nelle ore prima della morte e li aveva riferiti a Meehan con una telefonata. Meehan venne condannato all'ergastolo per l'omicidio.
John Gilligan lasciò l'Irlanda il giorno prima dell'omicidio, diretto verso Amsterdam. Venne arrestato 12 mesi dopo nel Regno Unito mentre tentava di imbarcarsi su un volo per Amsterdam, dopo che vennero trovati nel suo bagaglio 500 000 dollari in contanti durante un controllo di routine. Si difese dicendo che costituivano una sua vincita al gioco d'azzardo, tuttavia venne accusato di riciclaggio. Dopo una battaglia legale lunga tre anni, venne estradato in Irlanda nel febbraio del 2000. Processato e assolto per l'omicidio, venne quindi condannato a 28 anni di carcere (ridotti a 20 in appello) per avere importato 20 tonnellate di cannabis.
Traynor, latitante dal 1992, era scappato in Portogallo dopo l'omicidio in seguito risiedette principalmente in Spagna e quindi in Olanda dal 1996 in poi. Dopo una fallita estradizione dall'Olanda nel 1997, che però riportò Meehan in Irlanda, nel 2010 Traynor venne arrestato ad Amsterdam grazie a una collaborazione tra la UK SOCA e lo Regiokorpsen, ed è in attesa di essere estradato nel Regno Unito.

### Commemorazioni
Una statua alla memoria della Guerin è stata posta nei Giardini Dubh Linn, nei pressi del Castello di Dublino. Nel maggio 1997, durante una cerimonia a Arlington, in Virginia, il suo nome e quello di altri 38 giornalisti morti per adempimento del dovere furono aggiunti al Memoriale dei Giornalisti del Freedom Forum. Suo marito dichiarò agli astanti: "Veronica lottava per la libertà di espressione. Era una guida, scriveva della vita di oggi in Irlanda, e raccontava la verità. Veronica non era un giudice, nemmeno un giurato, ma ha pagato il prezzo più alto con la sua vita". Turley si è risposato nel 1998.
Nel 2000 Guerin è stata indicata come uno dei 50 eroi della libertà di stampa nel mondo da parte dell'International Press Institute. Nel 2007 è stata istituita una borsa di studio che porta il suo nome alla Dublin City University: viene assegnata a uno studente del Master of Arts in Giornalismo con interesse per il giornalismo investigativo.

## Cultura di massa
- Dalla sua storia sono stati tratti due film: When the sky falls (2000), con Joan Allen, e Veronica Guerin - Il prezzo del coraggio (2003), con Cate Blanchett.[18]
- Eleanor McEvoy ha incluso la canzone Easy To Lose Hope, scritta poco dopo l'omicidio della Guerin, nel suo album del 1999 Snapshots.
- L'album del 1997 The Wake of Magellan della band heavy metal Savatage contiene una canzone sulla Guerin, Complaint in the System.
- Christy Moore ha scritto e registrato una canzone dal titolo Veronica che compare nel suo CD Live in Dublin (tuttavia non compare nel DVD dello stesso concerto).
- Una strada di Collingwood Park (Western Australia) è intitolata a suo nome.
- Il cantautore irlandese Paul Bowen ha composto e inciso la canzone di Veronica 1337 in suo tributo.
- La biografia Veronica Guerin: The Life and Death of a Crime Reporter scritta da Emily O'Reilly e pubblicata nel 1998 poneva in discussione l'eticità dei metodi della Guerin nel rintracciare informazioni.